# Zjednoczone Przedsiębiorstwa Rozrywkowe
Zjednoczone Przedsiębiorstwa Rozrywkowe S.A. − spółka rozrywkowa powstała z przekształcenia Zjednoczonych Przedsiębiorstw Rozrywkowych. Obecnie zajmuje się prowadzeniem obiektów i sieci z branży rozrywki, hotelarstwa i gastronomii.

## Historia
ZPR zostały założone 30 listopada 1948 roku na mocy postanowień Ministra Kultury i Sztuki. 23 września 1991 roku, doszło do sprywatyzowania spółki i przekształcenia w Zjednoczone Przedsiębiorstwa Rozrywkowe S.A. Ówcześnie najbardziej znana z organizacji festiwali w Sopocie czy Opolu oraz udostępniania flipperów oraz automatów do gier w swoich salonach.

## Działalność[1]
Do głównych zadań spółki należało: 
- świadczenie usług artystyczno-rozrywkowych,
- inicjowanie, produkcja, organizacja imprez w zakresie działalności cyrkowej, plenerowej (lunaparki) oraz form estradowych,
- tworzenie i upowszechnianie kultury w dziedzinie sztuki cyrkowej, estradowej i pokrewnych form rozrywki (szkolenie kadr artystycznych, organizowanie festiwali sztuki cyrkowej i estradowej),
- rozwój współpracy i wymiany zagranicznej w zakresie usług artystyczno-rozrywkowych oraz produkcji sprzętu rozrywkowego,
- organizowanie i prowadzenie działalności loteryjnej, automatów zręcznościowych i losowych, dyskotekowej, klubów rozrywki,
- prowadzenie działalności wydawniczej, fonograficznej i audiowizualnej,
- prowadzenie działalności gastronomicznej w jednostkach organizacyjnych ZPR